# Прямой маркетинг
Прямо́й ма́ркетинг, дире́кт-ма́ркетинг — вид маркетинговой коммуникации, в основе которого — прямая личная коммуникация с получателем сообщения (потребителем (Business-to-consumer (B2C)) или клиентом среды «бизнес для бизнеса» (Business-to-business, B2B) с целью построения взаимоотношений и получения прибыли. Прямой маркетинг основан на отношении к клиенту как к индивиду, предполагает обратную связь и не использует для коммуникаций информационных посредников.
В западном маркетинге прямой маркетинг относят к мероприятиям BTL. Директ-маркетинг зачастую использует прямую адресную рассылку сообщений целевым потребителям (представителям целевой аудитории) посредством почтовой связи, email, SMS и т. д.
Прямой маркетинг ориентирован не на целевые группы, а на отдельных индивидов.
Одной из самых продуктивных форм в сфере услуг является директ-маркетинг комплексного характера. Такой интегрированный прямой маркетинг позволяет системно и последовательно применять на практике различные виды воздействия на целевую аудиторию.
Проведение мероприятий прямого маркетинга требует создания клиентской базы — структурированной, постоянно пополняемой и обновляемой информации о физических или юридических лицах и об их потребительских предпочтениях и потребностях, с целью последующей обработки данной информации и предложения клиентам продукции, соответствующей их запросам.
Базы данных в прямом маркетинге тесно связаны с CRM — концепцией управления взаимоотношениями с потребителями или клиентами, позволяющей консолидировать всю информацию о клиенте, а также упорядочить все стадии взаимоотношений с клиентами от маркетинга и продаж до послепродажного обслуживания.

## Разновидности прямого маркетинга
Существуют следующие формы прямого маркетинга:
- личные продажи (персональные, прямые продажи) — личный контакт продавца с покупателем;
- прямой маркетинг по почте — отправление рекламных материалов, образцов, писем и т.д. по почте представителям основной аудитории;
- маркетинг по каталогам — рассылки и демонстрации в торговых центрах каталогов определенным потенциальным заказчикам;
- телемаркетинг — прямые продажи изделий покупателям с помощью телефонной связи;
- телевизионный маркетинг — направлен на быстрый ответ аудитории на рекламу, когда первые ответившие имеют скидку на приобретение товаров или когда на специальных каналах продукция предлагается по самой выгодной цене;
- электронная торговля -— продажа товаров с использованием информационных систем и сетей.

## История
Термин директ-маркетинг сформировался в Америке и был впервые озвучен Лестером Вундерманом (англ. Lester Wunderman) в 1967 г. во время работы с такими брендами как American Express и Columbia Records. Однако практика заказа товаров по почте имела место значительно ранее — с изобретением печатной машинки в конце XIX века. Тогда некоторые компании начали расширять географическую область предоставляемых услуг и собрали первые базы данных, то есть адресные списки потенциальных клиентов компании, по которым осуществлялась рассылка каталогов, рекламных буклетов, листовок и т. д. Таким образом директ маркетинг и его главный инструмент — директ мейл (прямая адресная рассылка) — станут одними из наиболее востребованных видов рекламы.